# Hosszúorrú bandikut
A hosszúorrú bandikut (Perameles nasuta) az emlősök (Mammalia) osztályának az erszényesek (Marsupialia) alosztályágába, ezen belül a bandikutalakúak (Peramelemorphia) rendjébe és a bandikutfélék (Peramelidae) családjába tartozó faj.

## Előfordulása
A hosszúorrú bandikut csak Ausztrália szívében egy kis területen, a partvidéken és Tasmania egész területén található meg.

## Megjelenése
Az állat fej-törzs-hossza 21-43 centiméter, farokhossza 9-17 centiméter és testtömege 200-2200 gramm. Szőrzete sima, erős, általában világos szürkésbarna, hátán és farán nincsenek sötétebb csíkok. A hátsó lábak hosszabbak és erősebbek, mint a mellső lábak, a testsúly nagy része ezekre nehezedik. A lábujjak hosszúak, hegyesek és ásásra alkalmasak. Orra hosszú és hegyes; földben korhadó fában és sziklarésekben való kotorászásra alkalmas. Az erszény hátrafelé nyílik, hogy a kicsinyek védve legyenek, amíg az anyaállat ás. Az erszényben 8 csecsbimbó van, ezekből szopnak a kis hosszúorrú bandikutok.

## Életmódja
Az állat magányosan él és éjszaka aktív. Tápláléka főleg rovarok és azok lárvái, de gyökerek, gumók és kisebb emlősök is. A hosszúorrú bandikut feltehetőleg körülbelül 3-4 évig él.

## Szaporodása
Az ivarérettséget akár 3 hónapos korban, de inkább később éri el. A párzási időszak egész évben tart. A vemhesség körülbelül 12 napig tart, ennek végén 1-5, rendszerint 2-4 utód jön a világra. A kicsi bandikutok körülbelül 50 napig maradnak az anyjuk erszényében.